# Kurupi (dinosauriër)
Kurupi itaata is een vleesetende theropode dinosauriër, behorende tot de Neoceratosauria, die tijdens het late Krijt leefde in het gebied van het huidige Brazilië.

## Vondst en naamgeving
Op de vindplaats Motel Paraíso bij Monte Alto, in het westen van São Paulo werden resten gevonden van een theropode.

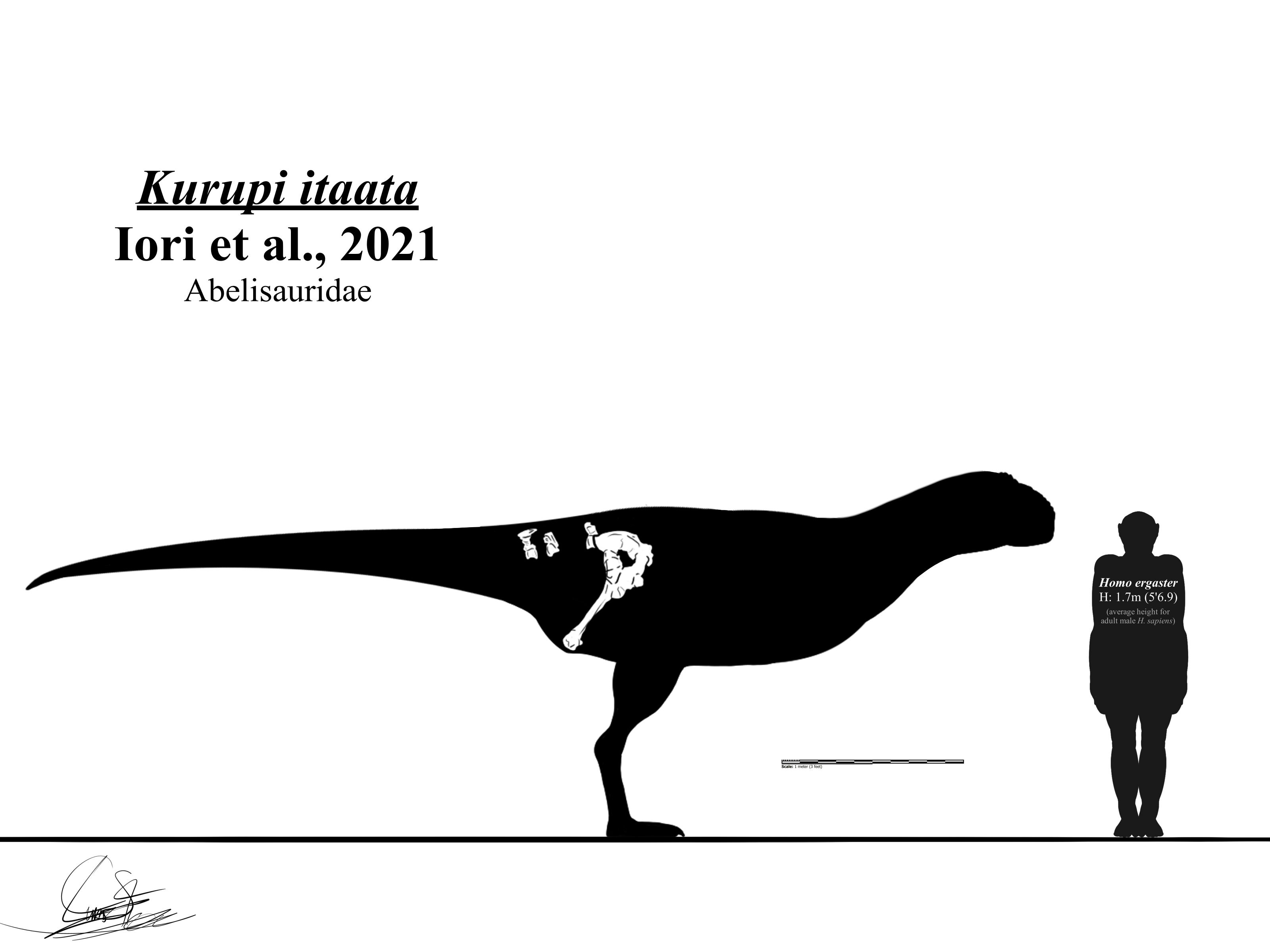
De bewaarde resten

In 2021 werd de typesoort Kurupi itaata benoemd en beschreven door Fabiano Vidoi Iori, Hermínio Ismael de Araújo-Júnior, Sandra A. Simionato Tavares, Thiago da Silva Marinho en Agustín G. Martinelli. De geslachtsnaam is die van de Kurupi, een wezen uit de mythologie van de Guaraní. Het wezen symboliseert de seksualiteit en de naam verwijst naar het gegeven dat de "Motel Paraíso" een locatie is voor heimelijke romantische ontmoetingen. De soortaanduiding komt uit de taal van de Tupi en combineert de woorden ita, "hard", en atã, "steen", een verwijzing naar het harde rotsgesteente van het gebied.
Het holotype, MPMA 27-0001/02, is gevonden in een laag van de Maríliaformatie die dateert uit het Maastrichtien. Het bestaat uit een gedeeltelijk skelet zonder schedel. Bewaard zijn gebleven: drie staartwervels, waaronder een eerste en een zevende, en een deel van het bekken. Het is het eerste lid van de Tetrapoda dat uit de formatie beschreven wordt.

## Beschrijving
De lengte van het holotype werd geschat op vijf meter.
De beschrijvers wisten enkele onderscheidende kenmerken vast te stellen. Sommige daarvan zijn autapomorfieën, unieke afgeleide eigenschappen. Tussen de eerste en zevende staartwervel gaat het zijuitsteeksel 15° verder naar achteren staan. Onder het midden van het zijuitsteeksel steekt een driehoekig uitsteeksel schuin naar voren en bezijden. De voorste buitenste rand van het zijuitsteeksel toont een inkeping tussen een plaatvormig uitsteeksel en de voorste buitenhoek van het zijuitsteeksel. De voorste staartwervels bezitten een kegelvormig uitsteeksel, schuin naar voren en boven gericht, op het bovenvlak van het zijuitsteeksel.
Kurupi toont enkele kenmerken die typisch zijn voor Zuid-Amerikaanse abelisauriden. De zitbeenderen zijn vergroeid. De staartwervels hebben lange schuin naar voren en boven gerichte zijuitsteeksels, met waaiervormige uiteinden. De zijuitsteeksels worden zo bijlvormig met een naar voren gerichte punt. Ze zijn vrij sterk afgeplat.

## Fylogenie
Kurupi werd in 2021 in de Abelisauridae geplaatst. Het lukte door de beperkte vondsten niet de verwantschappen nader te bepalen.

## Levenswijze
De stijve staart zou duiden op een rennende levenswijze. Wellicht had Kurupi, net als andere abelisauriden, een grote korte kop waarmee hij Sauropoda ramde.